# Greve Södermanland (1749)
Greve Södermanland (52 kanoner) var ett svenskt linjeskepp, byggt 1749 av Solberg i Stockholm; ombyggt 1775 till en fregatt med 44 kanoner och omdöpt till Gripen; deltog i sjötågen 1757, 1760 och 1762; sänkt 1810 i Djupasunds spärranläggning i Karlskrona som en del av Vrakkyrkogården vid Ekenabben.